# JCSAT-17
JCSAT-17 — геостационарный спутник, принадлежащий токийской компании Sky Perfect JSAT. Спутник несёт транспондеры S-диапазона, C-диапазона и Ku-диапазона для обеспечения связи данных и широковещательных услуг над Японией и другими частями Азиатско-Тихоокеанского региона. Полезная нагрузка S-band и C-band на JCSAT-17 будет использоваться японской компанией мобильной связи NTT Docomo для обеспечения мобильной связи по всей Японии и прилегающим регионам, сообщает Sky Perfect JSAT.